# مگان اوری
مگان اوری (به انگلیسی: Meghan Ory) (زاده ۲۰ اوت ۱۹۸۲) بازیگر کانادایی است.
از فیلم‌های معروف او می‌توان به بازی در فیلم شاگرد مرلین و مجموعه روزی روزگاری، جان تاکر باید بمیرد اشاره کرد.